# Зипен, Маркус
Маркус Зипен (нем. Marcus Siepen; род. 8 сентября 1968, Крефельд, Германия) — немецкий рок-музыкант, постоянный гитарист группы Blind Guardian. 
Играет в группе практически с самого её основания. Маркус в Blind Guardian чаще исполняет партии ритм-гитары, чем соло, и исполняет партии бэк-вокала. Он также пишет одну или две песни на каждом альбоме, остальное сочиняют Андре Ольбрих и Ханси Кюрш.

## Биография
Зипен разведён, повторно женат, имеет сына от первого брака. Маркус родом из католической семьи, однако не воцерковлен и считает себя скорее агностиком, разделяющим моральные ценности Христианства. Маркус считается наиболее общительным членом группы, именно он чаще всего является «спикером» группы в общении с прессой и фанатами.

## Оборудование
Предпочитает гитары марки Gibson Les Paul, но также нередко использует модель ESP Eclipse. Из усилительной аппаратуры отдаёт предпочтение продукции фирмы Mesa Boogie, в частности модель Triple Rectifier.
С 1995 года Зипен является сторонником усилителей Mesa/Boogie, использующих различные тройные выпрямительные головки и несколько предусилителей.
По состоянию на 2010 год его основная стойка состояла из 3-канальной головки Mesa Boogie Triple Rectifier "Recto Reborn", с фрактальным аудио Axe-FX II, обеспечивающим аудио-эффекты. Он использует 2 беспроводных блока Sennheiser, один в качестве резервного, а его старый 2-канальный выпрямитель в качестве резервного. Когда он делает зарубежные шоу, он использует исключительно Axe-FX II. предыдущие версии его стойки включали 2-канальный тройной выпрямитель в качестве основного усилителя, Rocktron Intelliflex вместо фрактала для эффектов и либо Mesa Boogie TriAxis preamp, либо Rectifier Recording Preamp вместо его 2-канального тройного выпрямителя в качестве резервного.